# Räddningsverk

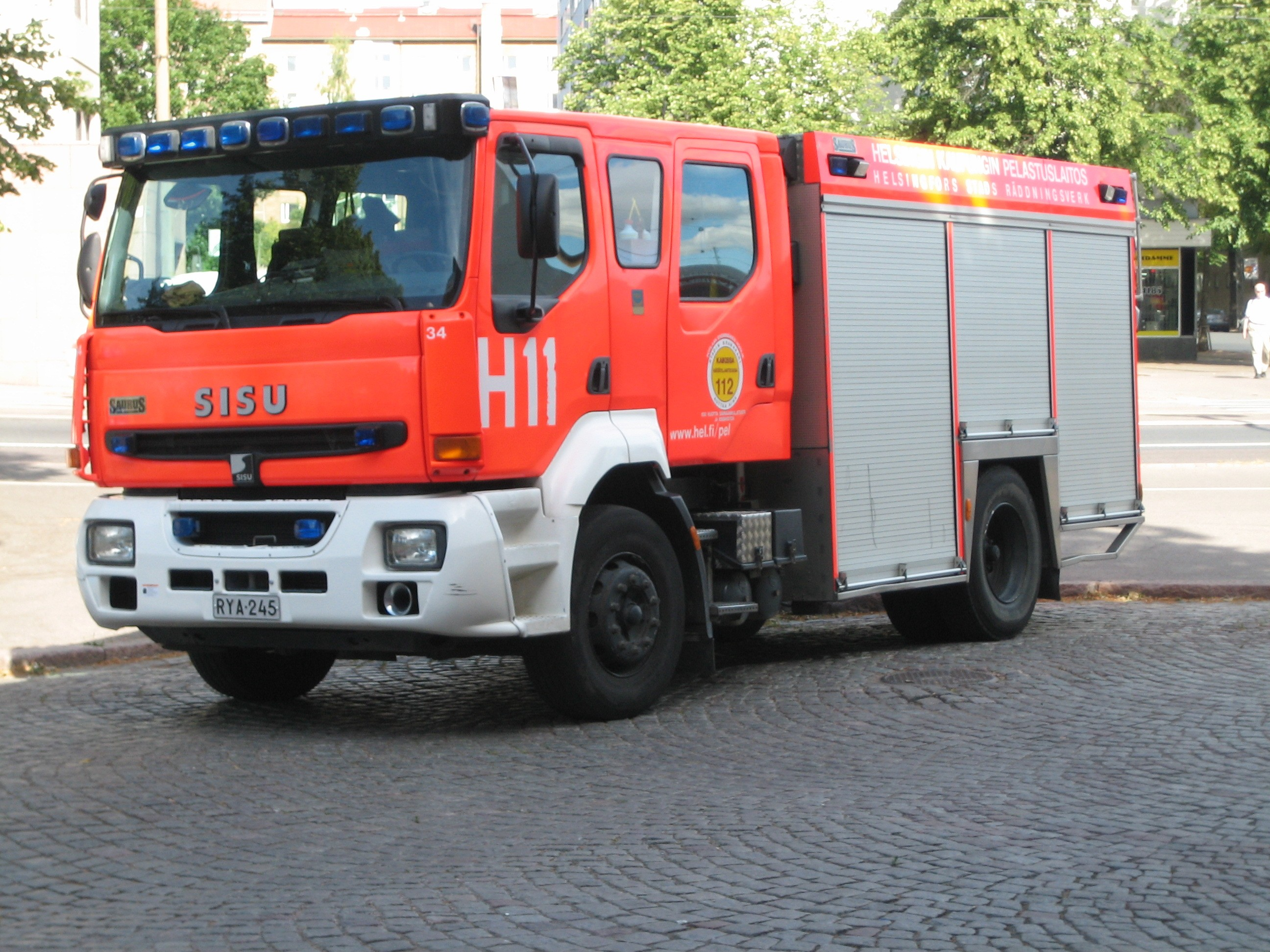
Släckfordon från Helsingfors stads räddningsverk

För Statens räddningsverk i Sverige, se Räddningsverket.
Räddningsverken sörjer för säkerheten för medborgare, företag och samfund i kommunerna i Finland. 

## Uppdrag
Räddningsverken förebygger olyckor, upprätthåller kommunernas beredskap att agera vid olyckstillbud samt sköter vid behov släcknings- och räddningsuppdrag. 

## Organisation
Finland är indelat i 22 räddningsområden som täcker hela landets yta förutom Åland som har egen lagstiftning. I varje område finns ett räddningsverk som har ordinarie räddningspersonal samt avtalsbrandkårer (frivilliga- eller industribrandkårer) som tecknat avtal med områdets räddningsverk. Överordnad statlig myndighet är Inrikesministeriets räddningsavdelning.

## Sverige
I Sverige motsvaras räddningsverken av den kommunala räddningstjänsten.